# Cannon Street (metropolitana di Londra)
Cannon Street è una stazione della metropolitana di Londra servita dalle linee Circle e District.

## Storia
Venne inaugurata nel 1884 come stazione della Inner Circle.
Nell'ambito di un progetto mai realizzato, avrebbe dovuto essere collegata anche alla Jubilee Line.

## Strutture e impianti
L'ingresso è situato su Cannon Street, Dowgate Hill, ed accanto all'ingresso della stazione ferroviaria principale consentendo un interscambio fra i due servizi.
La stazione della metropolitana è aperta da lunedì a venerdì fino alle 20.58 ed il sabato dalle 7.31 alle 19.29. La domenica è chiusa tutto il giorno.
Cannon Street rientra nella Travelcard Zone 1.

## Interscambi
La fermata costituisce un importante interscambio con la stazione ferroviaria di Cannon Street.
Nelle vicinante della stazione effettuano fermata numerose linee automobilistiche di superficie urbane, gestite da London Buses.
- (Cannon Street - linee nazionali);
- Fermata autobus[1]